# Marc Rochat
Marc Rochat (ur. 18 grudnia 1992 w Lozannie) – szwajcarski narciarz alpejski, brązowy medalista mistrzostw świata.

## Kariera
Po raz pierwszy na arenie międzynarodowej pojawił się 1 grudnia 2007 roku w Zermatt, gdzie w zawodach juniorskich zajął 60. miejsce w gigancie. Nigdy nie wystąpił na mistrzostwach świata juniorów.
W zawodach Pucharu Świata zadebiutował 13 grudnia 2015 roku w Val d’Isère, gdzie nie ukończył pierwszego przejazdu w slalomie. Pierwsze pucharowe punkty zdobył 6 stycznia 2016 roku w Santa Caterina, gdzie w tej samej konkurencji zajął 27. miejsce.
W 2025 roku wystąpił na mistrzostwach świata w Saalbach, gdzie razem ze Stefanem Rogentinem zdobył brązowy medal w kombinacji drużynowej. Parę dni później zajął szesnaste miejsce w slalomie.

## Osiągnięcia

### Mistrzostwa świata
| Miejsce | Dzień     | Rok  | Miejscowość        | Konkurencja          | Czas biegu | Strata | Zwycięzca            |
| ------- | --------- | ---- | ------------------ | -------------------- | ---------- | ------ | -------------------- |
| 14.     | 19 lutego | 2023 | Courchevel/Méribel | Slalom               | 1:39,50    | +0,88  | Henrik Kristoffersen |
| 3.      | 12 lutego | 2025 | Saalbach           | Kombinacja drużynowa | 2:42,38    | +0,43  | Szwajcaria 1         |
| 16.     | 16 lutego | 2025 | Saalbach           | Slalom               | 1:54,02    | +2,21  | Loïc Meillard        |

### Puchar Świata

#### Miejsca w klasyfikacji generalnej
- sezon 2015/2016: 153.
- sezon 2016/2017: 126.
- sezon 2017/2018: 85.
- sezon 2018/2019: 147.
- sezon 2019/2020: 112.
- sezon 2020/2021: 88.
- sezon 2021/2022: 82.
- sezon 2022/2023: 52.
- sezon 2023/2024: 34.
- sezon 2024/2025:

#### Miejsca na podium w zawodach
Rochat nie stawał na podium zawodów PŚ.